# Robyn Bargh
Robyn Rangihuia Bargh, née Robyn Rangihuia Young en 1951, est une éditrice néo-zélandaise. Issue des deux cultures maorie et pakeha, elle cherche à valoriser ce double héritage culturel de l'archipel dans le monde de la culture et de l'édition.
Elle fonde notamment la maison d'édition Huia Publishers en 1991.

## Biographie

### Origine et famille
Robyn Bargh est originaire de Horohoro (Nouvelle-Zélande), un petit village situé à une quinzaine de kilomètres au sud de Rotorua, où elle naît en 1951.
Elle grandit au sein de la culture maorie mais est confrontée à l'absence de l'enseignement de celle-ci hors du cadre familial et villageois.

### Fondation de Huia Publishers
Au cours des années 1980, Robyn Bargh prend conscience, lors d'un séjour de trois ans en Papouasie-Nouvelle-Guinée, d'une part de la faiblesse des publications évoquant la part maorie de la culture néo-zélandaise, et d'autre part de l'importance croissante, notamment en Afrique du Sud et en Inde, des publications liées aux cultures indigènes. Elle découvre la signification profonde du mouvement Tino rangatiratanga, soit la revendication de souveraineté maorie. Elle décide, en accord avec son mari, de la fondation d'une maison d'édition consacrée à la culture maorie.
En 1991, tous deux fondent Huia Publishers en vue de publier plus de contenus d'auteur de langue maorie. La création de la maison d'édition suit de peu la formation de Te Puni Kōkiri, le ministère du développement maori. Le siège de la maison d'édition est alors situé dans une ancienne boulangerie de Thorndon, en banlieue de Wellington.
Le nom de la maison d'édition est inspiré du nom de jeune fille de Robyn Bargh, Rangihuia. Mais il évoque également l'oiseau Huia, espèce endémique de la Nouvelle-Zélande, disparue au début du XXe siècle.

## Récompenses et autres actions
En 2012, Robyn Bargh reçoit l'Ordre du Mérite de Nouvelle-Zélande pour son travail de promotion de la culture maorie. En 2014, elle abandonne ses fonctions de directrice de publication, mais reste impliquée dans le conseil d'administration ainsi que dans le comité de publication. Ce sont Brian Morris et Eboni Waitere qui reprennent les fonctions de directeurs de publication.
Robyn Bargh est également membre de l'Association des éditeurs de Nouvelle-Zélande (« Publishers Association of New Zealand »). Elle reste impliquée dans plusieurs structures liées à la publication et à l'édition,.